# Annales Mycologici
Annales mycologici (skrót używany przy cytowaniu - Annls. mycol.) – recenzowane czasopismo naukowe poświęcone grzybom, w tym ich taksonomii, systematyce, ewolucji, budowie, rozwojowi. Zostało założone w 1903 roku przez Hansa Sydowa, który został jego pierwszym redaktorem. Początkowo wychodziło pod tytułem Annales mycologici, potem Annales mycologici II, a po śmierci Sydowa w 1946 r. nadano czasopismu tytuł Sydowia na jego cześć.
Artykuły w Annales mycologici publikowane były w języku niemieckim, włoskim, angielskim, łacińskim, francuskim i hiszpańskim.